# Royal Brinkman
A Royal Brinkman a professzionális kertészeti ágazat élvonalbeli kereskedő, szolgáltató és szaktanácsadó cége. A vállalatnak több telephelye van Hollandia következő városaiban: ’s-Gravenzande, Bleiswijk, Roosendaal, Venlo és  Gameren. További képviseletekkel rendelkezik Angliában, Franciaországban, Németországban, Magyarországon, Spanyolországban, Lengyelországban, Törökországban, Ausztráliában és Mexikóban. Az igazgatóság tagjai: Ton van Mil (vezérigazgató), Gert-Jan van Peer (pénzügyi igazgató), Henry Janssen (beszerzési igazgató), Coert Rasenberg (kereskedelmi igazgató) és Jan Schuttrups (export igazgató).

## Történelem

Pepersteeg 1885

A Royal Brinkman-t 1885-ben alapította Cor Brinkman ‘De Pepersteeg’-nél és számos termelőt keresett fel, hogy eladja nekik a ‘’sparrietouw’’-t (egy kötélféleség, amit ládáknál és ponyváknál használtak a westlandi uszályokon, de ezzel kötözték össze a spárgákat is). Később felvette kínálatába a ‘’kinnetjesnetten”t és a „bollenkinnetjes’’. Ezekkel a köteleket használták hálók kötésére Scheveningenben, ahonnan Cor Brinkman személyesen hozta őket. 
1926-ban a Brinkman első díjat nyert a nagyszabású Gyümölcs és Zöldség kiállításon Utrechtben egy elektromos paradicsomválogató géppel, a ‘’de doppenmachine’’-nal. A „Brinkman Puncher” továbbfejlesztett változata nagy siker volt.  
Az alapítók fia, Henk Brinkman alkalmazottakat kezdett felvenni. Cor Brinkman a ‘de Pepersteeg’ben (most Havenstraat) kezdett ’s-Gravenzande-ban. Az üzlet igazán gyors növekedésnek indult, és 1917-ben már a Market Place-re (piactér) költöztek, ami ‘’Kousenhoek’’ néven is ismert. A cég elért nagy sikerének köszönhetően 1931-ben új telephelyet nyitottak. 
A II. világháború során a Brinkman néhány súlyos problémával szembesült. A ’30-as évek nehéz időszak volt az üvegházi kertészeti iparág számára. Ráadásul a piactéri épület tűzvész áldozata lett. A járműflotta (3 teherautó), a fa raktár és a gépek odalettek. Az alapító Cor Brinkman unokája, Henk Brinkman (harmadik generáció) ebben a nehéz időszakban kezdett ügyvezető igazgatóként. A nácik igényt tartottak a ’s-Gravenzande-i Brinkman vagyonra, így kénytelenek voltak elköltözni az ‘’In ’t Veld en de Jong’’ faüzembe. Ez a De Lier-ben lévő új hely lett a központ. Később aztán az elkobzott ingatlan visszakerült a tulajdonukba.

Doppenmachine 1921

Marktplein 1917

Ez alatt a nehéz időszak alatt a Brinkman-nak sikerült mindent újra felépítenie. A kertészeti iparág a háború után az új termesztési technikák, az új növények, az automatizálás, az öntöző csövek és a fűtésrendszerek révén újjáéledt. Ezek a Brinkman dicső napjai voltak. Az egyik fontos fejlesztés a Micom 85 kertészeti számítógép bemutatása volt (egy fejlett komputer, amely szabályozta a klímát az üvegházban), illetve a másik a talajos termesztésről a termesztő közegben való ültetésre való átváltás. A Brinkman kezdeményezte a paradicsom, a szegfű és gerbera termesztésnél a tőzegbe való ültetést. Ezt követően jelent meg a piacon a Grodan a kőzetgyapotos termesztéssel. A kertészek megtapasztalták a föld feletti termesztés előnyeit, beleértve a talajbetegségek megelőzését, a magasabb terméshozamokat, az energia megtakarítást és a felület optimalizálást. A Brinkman kifejlesztette a Vocom-ot, amely egy olyan számítógép, ami képes a víz és a műtrágya megfelelő adagolására szubsztrátos termesztés során. Ezek a komputerek voltak a ’70-es és ’80-as évek nagy slágerei.
A Brinkman 1972-ben költözött el ‘’Kousenhoek’’-ból a Woutersweg-en található a korábbi Árverési Csarnokba ’s-Gravenzande-ba. Az új 45.000 m2-es tulajdon ünnepélyes megnyitója hatalmas mérföldkő volt mind a Brinkman, mind Westland számára. Öt nap alatt több, mint 11.000 látogató kereste fel az új ingatlant. A központ azóta is a Woutersweg-en található. A külföldről érkező növekvő számú megkeresés hívta életre az első képviseletet 1972-ben a Hull melletti Burstwickben (Egyesült Királyság). A Brinkman már 1930-ban megkezdte az export tevékenységét az Egyesült Királyságban.

## A ‘Royal’ előtag
1985. április 1-én kapta meg a Brinkman a ‘’Royal’’ (királyi) jelzőt Beatrix holland királynő nevében Mies Bouwman-tól. A holland kormány részéről Elco Brinkman miniszter (nem családtag) gratulált Henk és Cor Brinkman-nak személyesen a cég fennállásának 100-ik évfordulója alkalmából.

## Idővonal
- 1885 Cor Brinkman megalapította a Brinkman-t a ‘’Pepersteeg’’-nél
- 1917 a Brinkman elköltözik a Piactérre ’s-Gravenzande-ban
- 1919 az első céges autó beszerzése, T-Ford
- 1923 az első teherautó beszerzése
- 1926 a ‘’Doppenmachine’’ megnyeri az első díjat Utrecht-ben a Gyümölcs és Zöldség kiállításon
- 1931 az első telephely ünnepélyes megnyitása Rockanje-ban
- 1934 A Piactéri központi épület tűzvész áldozata lesz ’s-Gravenzande-ben
- 1940-1945 kényszer költözés De Lier-be
- 1972 a Brinkman átköltözik a korábbi Zöldséges Árverési Csarnok épületébe
- 1974 az első külföldi képviselet megnyitása Burstwick-ban (Egyesült Királyság)
- 1975 az első klímakomputer, a Micom 85 piacra dobása
- 1979 az első számítógép vezérelt tápoldatozó, a Vocom piacra dobása
- 1985 a Brinkman megkapja a ‘’Royal’’ előtagot fennállásának 100-ik évfordulójára Beatrix holland királynőtől
- 1989 a Royal Brinkman megnyeri a Horticulture Entrepreneur nevű díjat
- 2010 A ‘’Royal’’ előnév további 25 évre történő meghosszabbítása –2035-ig
- 2012 a központ egy épületbe költözik a Woutersweg-re ’s-Gravenzande-ban
- 2015 a Royal Brinkman új logójának bemutatása
- 2016 a Royal Brinkman-t jelölték a 2016-os Horticulture Entrepreneur díjra[3]
- 2016 Első helyezés a TASPO-n, a Legjobb webshopnak járó díj[4]